# گیاه‌پارچ زرد
گیاه‌پارچ زرد (نام علمی: Nepenthes flava) نام یک گونه از سرده گیاه پارچ است.